# فهرست کاپیتان‌های تیم ملی فوتبال ایران
در لیست زیر فهرست کاپیتان‌های تیم ملی فوتبال ایران به عناوین مختلف فهرست گشته است.

## کاپیتان‌های ایران
تا تاریخ ۲۵ مارس ۲۰۲۵ (۵ فروردین ۱۴۰۴) پس از بازی مقابل  ازبکستان
| #  | دوره                | بازیکن            | تعداد بازی‌ها (گل‌ها) | سال‌های فعالیت | تعداد بازی‌ها در نقش کاپیتان (گل‌ها) |
| -- | ------------------- | ----------------- | ------------------- | ------------- | ---------------------------------- |
| ۱  | ۱۹۶۵–۱۹۶۷           | محمد رنجبر        | ۲۳ (۰)              | ۱۹۵۹–۱۹۶۷     | ۹ (۰)                              |
| ۲  | ۱۹۶۷–۱۹۷۰           | حسن حبیبی         | ۳۱ (۰)              | ۱۹۵۸–۱۹۷۰     | ۱۰ (۰)                             |
| ۳  | ۱۹۷۰–۱۹۷۲           | مصطفی عرب         | ۴۸ (۲)              | ۱۹۵۹–۱۹۷۲     | ۱۳ (۰)                             |
| ۴  | ۱۹۷۲–۱۹۷۷           | پرویز قلیچ‌خانی    | ۶۴ (۱۲)             | ۱۹۶۴–۱۹۷۷     | ۲۶ (۷)                             |
| ۵  | ۱۹۷۷–۱۹۸۰           | علی پروین         | ۷۶ (۱۱)             | ۱۹۷۰–۱۹۸۰     | ۳۱ (۲)                             |
| ۶  | ۱۹۸۰                | ناصر حجازی        | ۶۲ (۰)              | ۱۹۶۸–۱۹۸۰     | ۷ (۰)                              |
| ۷  | ۱۹۸۰–۱۹۸۴           | مهدی دینورزاده    | ۲۶ (۰)              | ۱۹۷۷–۱۹۸۴     | ۹ (۰)                              |
| ۸  | ۱۹۸۴–۱۹۸۷ ۱۹۸۹–۱۹۹۱ | محمد پنجعلی       | ۴۵ (۰)              | ۱۹۷۸–۱۹۹۱     | ۲۷ (۰)                             |
| ۹  | ۱۹۸۷–۱۹۸۹ ۱۹۹۱–۱۹۹۳ | سیروس قایقران     | ۴۳ (۶)              | ۱۹۸۶–۱۹۹۳     | ۲۲ (۳)                             |
| ۱۰ | ۱۹۹۳                | حمید درخشان       | ۴۱ (۹)              | ۱۹۸۰–۱۹۹۳     | ۱۲ (۳)                             |
| ۱۱ | ۱۹۹۳–۱۹۹۴           | فرشاد پیوس        | ۳۴ (۱۸)             | ۱۹۸۴–۱۹۹۴     | ۴ (۱)                              |
| ۱۲ | ۱۹۹۶                | مجتبی محرمی       | ۳۷ (۵)              | ۱۹۸۸–۱۹۹۶     | ۲ (۰)                              |
| ۱۳ | ۱۹۹۶–۱۹۹۸           | احمدرضا عابدزاده  | ۷۳ (۰)              | ۱۹۸۸–۱۹۹۸     | ۳۸ (۰)                             |
| ۱۴ | ۱۹۹۸–۱۹۹۹           | نادر محمدخانی     | ۶۴ (۱)              | ۱۹۸۸–۱۹۹۹     | ۹ (۱)                              |
| ۱۵ | ۱۹۹۹–۲۰۰۰           | جواد زرینچه       | ۸۰ (۱)              | ۱۹۸۷–۲۰۰۰     | ۸ (۰)                              |
| ۱۶ | ۲۰۰۰–۲۰۰۶           | علی دایی          | ۱۴۸ (۱۰۸)           | ۱۹۹۳–۲۰۰۶     | ۸۰ (۴۴)                            |
| ۱۷ | ۲۰۰۶–۲۰۰۹           | مهدی مهدوی‌کیا     | ۱۱۰ (۱۳)            | ۱۹۹۶–۲۰۰۹     | ۱۷ (۱)                             |
| ۱۸ | ۲۰۰۹–۲۰۱۵           | جواد نکونام       | ۱۴۹ (۳۸)            | ۲۰۰۰–۲۰۱۵     | ۵۶ (۱۸)                            |
| ۱۹ | ۲۰۱۵–۲۰۱۶           | آندرانیک تیموریان | ۱۰۱ (۹)             | ۲۰۰۵–۲۰۱۶     | ۸ (۱)                              |
| ۲۰ | ۲۰۱۶–۲۰۱۷           | سید جلال حسینی    | ۱۱۵ (۸)             | ۲۰۰۷–۲۰۱۸     | ۸ (۱)                              |
| ۲۱ | ۲۰۱۷–۲۰۱۹           | مسعود شجاعی       | ۸۷ (۸)              | ۲۰۰۴–۲۰۱۹     | ۱۸ (۰)                             |
| ۲۲ | ۲۰۱۹–۲۰۲۴           | احسان حاج‌صفی      | ۱۴۲ (۷)             | ۲۰۰۸–۲۰۲۴     | ۴۳ (۳)                             |
| ۲۳ | ۲۰۲۴–               | علیرضا جهانبخش*   | ۹۱ (۱۷)             | ۲۰۱۳–         | ۶ (۰)                              |

## بیشترین کاپیتانی کل ادوار تیم ملی
تا تاریخ ۲۵ مارس ۲۰۲۵ (۵ فروردین ۱۴۰۴) پس از بازی مقابل  ازبکستان
| #  | بازیکن           | تعداد بازی‌ها | سال‌های فعالیت | تعداد بازی‌ها در نقش کاپیتان |
| -- | ---------------- | ------------ | ------------- | --------------------------- |
| ۱  | علی دایی         | ۱۴۸          | ۱۹۹۳–۲۰۰۶     | ۸۰                          |
| ۲  | جواد نکونام      | ۱۴۹          | ۲۰۰۰–۲۰۱۵     | ۵۶                          |
| ۳  | احسان حاج‌صفی     | ١۴۲          | ۲۰۰۸–۲۰۲۴     | ۴۳                          |
| ۴  | احمدرضا عابدزاده | ۷۳           | ۱۹۸۸–۱۹۹۸     | ۳۸                          |
| ۵  | علی پروین        | ۷۶           | ۱۹۷۰–۱۹۸۰     | ۳۱                          |
| ۶  | محمد پنجعلی      | ۴۵           | ۱۹۷۸–۱۹۹۱     | ۲۷                          |
| ۷  | پرویز قلیچ‌خانی   | ۶۴           | ۱۹۶۴–۱۹۷۷     | ۲۶                          |
| ۸  | علیرضا جهانبخش*  | ۹۱           | ۲۰۱۳–         | ۲۲                          |
| ۹  | سیروس قایقران    | ۴۳           | ۱۹۸۶–۱۹۹۳     | ۲۲                          |
| ۱۰ | مهدی مهدوی‌کیا    | ۱۱۰          | ۱۹۹۶–۲۰۰۹     | ۱۷                          |
| ۱۱ | علی کریمی        | ۱۲۷          | ۱۹۹۸–۲۰۱۲     | ۱۶                          |
| ۱۲ | مصطفی عرب        | ۴۸           | ۱۹۵۹–۱۹۷۲     | ۱۳                          |

## بیشترینکاپیتان‌های تیم ملی در جام جهانی
تا تاریخ ۲۹ نوامبر ۲۰۲۲ (۸ آذر ۱۴۰۱) پس از بازی مقابل  ایالات متحده آمریکا
| # | تعداد بازی‌ها در نقش کاپیتان | بازیکن           | تعداد بازی‌ها در نقش کاپیتان در جام‌جهانی (گل‌ها) | سال‌های فعالیت | تعداد بازی‌ها (گل‌ها) |
| - | --------------------------- | ---------------- | ---------------------------------------------- | ------------- | ------------------- |
| ۱ | ۳ (۰)                       | علی پروین        | ۱۹۷۸ آرژانتین                                  | ۱۹۷۰–۱۹۸۰     | ۷۶ (۱۱)             |
| ۲ | ۱ (۰)                       | نادر محمدخانی    | ۱۹۹۸ فرانسه                                    | ۱۹۸۸–۱۹۹۹     | ۶۴ (۱)              |
| ۳ | ۲ (۰)                       | احمدرضا عابدزاده | ۱۹۹۸ فرانسه                                    | ۱۹۸۷–۱۹۹۸     | ۷۳ (۰)              |
| ۴ | ۲ (۰)                       | علی دایی         | ۲۰۰۶ آلمان                                     | ۱۹۹۳–۲۰۰۶     | ۱۴۸ (۱۰۸)           |
| ۵ | ۱ (۰)                       | یحیی گل‌محمدی     | ۲۰۰۶ آلمان                                     | ۱۹۹۳–۲۰۰۶     | ۷۴ (۵)              |
| ۶ | ۳(۰)                        | جواد نکونام      | ۲۰۱۴ برزیل                                     | ۲۰۰۰–۲۰۱۵     | ۱۴۹ (۳۸)            |
| ۷ | ۱ (۰)                       | مسعود شجاعی      | ۲۰۱۸ روسیه                                     | ۲۰۰۴–۲۰۱۹     | ۸۷ (۸)              |
| ۸ | ۲ (۰)                       | احسان حاج‌صفی     | ۲۰۱۸ روسیه                                     | ۲۰۰۸–۲۰۲۴     | ۱۴۲ (۷)             |
| ۹ | ۳ (۰)                       | احسان حاج‌صفی     | ۲۰۲۲ قطر                                       | ۲۰۰۸–۲۰۲۴     | ۱۴۲ (۷)             |

## بیشترین کاپیتان‌های تیم ملی در جام ملت‌های آسیا
تا تاریخ ۷ فوریه ۲۰۲۴ (۱۸ بهمن ۱۴۰۲) پس از بازی مقابل  قطر
| #  | بازی به‌عنوان کاپیتان (گل‌زده) | بازیکن          | بازی در جام ملت‌های آسیا به‌عنوان کاپیتان | سال‌های بازی ملی | بازی ملی (گل‌زده) |
| -- | ---------------------------- | --------------- | --------------------------------------- | --------------- | ---------------- |
| ۱  | ۴ (۰)                        | حسن حبیبی       | ۱۹۶۸ ایران                              | ۱۹۵۸–۱۹۷۰       | ۳۱ (۰)           |
| ۲  | ۴ (۰)                        | مصطفی عرب       | ۱۹۷۲ تایلند                             | ۱۹۵۹–۱۹۷۲       | ۴۸ (۲)           |
| ۳  | ۳ (۰)                        | پرویز قلیچ‌خانی  | ۱۹۷۶ ایران                              | ۱۹۶۴–۱۹۷۷       | ۶۴ (۱۲)          |
| ۴  | ۵ (۰)                        | ناصر حجازی      | ۱۹۸۰ کویت                               | ۱۹۶۸–۱۹۸۰       | ۶۲ (۰)           |
| ۵  | ۶ (۰)                        | محمد پنجعلی     | ۱۹۸۴ سنگاپور                            | ۱۹۷۸–۱۹۹۱       | ۴۵ (۰)           |
| ۶  | ۶ (۰)                        | سیروس قایقران   | ۱۹۸۸ قطر                                | ۱۹۸۶–۱۹۹۲       | ۴۰ (۶)           |
| ۷  | ۳ (۰)                        | سیروس قایقران   | ۱۹۹۲ ژاپن                               | ۱۹۸۶–۱۹۹۲       | ۴۰ (۶)           |
| ۸  | ۱ (۰)                        | مجتبی محرمی     | ۱۹۹۶ امارات                             | ۱۹۸۸–۱۹۹۶       | ۳۷ (۵)           |
| ۹  | ۴ (۲)                        | حمید استیلی     | ۲۰۰۰ لبنان                              | ۱۹۹۰–۲۰۰۰       | ۸۲ (۱۲)          |
| ۱۰ | ۶ (۳)                        | علی دایی        | ۲۰۰۴ چین                                | ۱۹۹۳–۲۰۰۶       | ۱۴۸ (۱۰۸)        |
| ۱۱ | ۴ (۰)                        | مهدی مهدوی‌کیا   | ۲۰۰۷ اندونزی، مالزی، تایلند، ویتنام     | ۱۹۹۶–۲۰۰۹       | ۱۱۰ (۱۳)         |
| ۱۲ | ۳ (۰)                        | جواد نکونام     | ۲۰۱۱ قطر                                | ۲۰۰۰–۲۰۱۵       | ۱۴۹ (۳۸)         |
| ۱۳ | ۴ (۰)                        | جواد نکونام     | ۲۰۱۵ استرالیا                           | ۲۰۰۰–۲۰۱۵       | ۱۴۹ (۳۸)         |
| ۱۴ | ۵ (۲)                        | اشکان دژاگه     | ۲۰۱۹ امارات متحده عربی                  | ۲۰۱۲–۲۰۱۹       | ۵۹ (۱۱)          |
| ۱۵ | ۱ (۰)                        | امید ابراهیمی   | ۲۰۱۹ امارات متحده عربی                  | ۲۰۱۲–۲۰۲۴       | ۶۴ (۱)           |
| ۱۶ | ۴ (۰)                        | احسان حاج‌صفی    | ۲۰۲۳ قطر                                | ۲۰۰۸–۲۰۲۴       | ۱۴۲ (۷)          |
| ۱۷ | ۲ (۲)                        | علیرضا جهانبخش* | ۲۰۲۳ قطر                                | ۲۰۱۳–           | ۹۱ (۱۷)          |